# محمد فتيان
محمد فتيان (1 أغسطس 1984 -) هو عازف ناي سوري.

## حياته ومسيرته
- محمد فتيان ولد 1 أغسطس 1984 بحلب تتلمذ على يد الأستاذ محمد قصاص وبيرج قسيس بحلب.[2]
- إجازة في من المعهد العالي للموسيقى بدمشق 2009- 2010.
- عازف ناي وكوله منذ عام 2000.
- عازف صوليست - أوركسترا الجاز بقيادة السويسري أماديس دنكل.2005-2007 وافتتاح مهرجان الجاز 2008 + 2009 حتى الآن.
- عازف صوليست - الأوركسترا السورية للموسيقا العربية بقيادة جوان قره جولي.2006
- أول عازف سوري يقيم حفلات صولو خاصة بآلة الناي والكولة في سورية 2008.
- مؤسس فرقة أسامينا الموسيقية (2004) وفرقة آراشام (2009).

### مدرس لآلة الناي والكولة في
معهد صلحي الوادي للموسيقى العربية (وزارة الثقافة بدمشق) منذ 2004 
- معهد شبيبة الأسد (قيادة الاتحاد) للموسيقى بدمشق منذ 2004 .
- (مشروعي Music In me السوري الهولندي بدمشق التابع لوكالة UNRWA الأمم المتحدة منذ 2004 .
- (مشروع إس أو إس لليونيسيف قرية الأطفال) منذ أواخر 2007 - 2009 .
- (مدرس للعديد من الموسيقيين والأجانب) (أمريكي- نرويجي- إيطالي – إسباني – فرنسي – إيراني ويوناني)

## مؤلفاته
•	عمل مسرحي (هجرة أنتيغون) إخراج جهاد سعد، شارك العمل في عدد من المهرجانات العالمية (مصر – إسبانيا – تونس – باكستان – سوريا) 2004.
•	عملين مسرحيين (بستان الكرز) 2005 و (كما تشاء) 2006 إخراج د.عجاج سليم
•	مشروع الفلامنكو مع الموسيقى العربية بمشاركة عازف غيتار فرنسي 2006 .
•	مؤلف وموزع لأوركسترا صلحي الوادي للموسيقى العربية دمشق منذ 2008.
•	موسيقى لعمل مسرحي (من هنا إلى هناك) عرض افتتاح مهرجان دمشق المسرحي إخراج: شادي مقرش دمشق 2007 .
•	تسجيل صوتي لمجموعة أغاني خاصة بالأطفال، بعض القطع مسجلة بالتلفزيون السوري.2009
•	ملحن وموزع لإذاعة أرابيسك 2009-2010.
•	أغنية مناجاة أندلسية من ألبوم المغني رئبال الخضري 2010.
•	أغنية بعنوان قسما سنعيد الجولان بمهرجان خاص بالتلفزيون السوري 2010.
•	أعمال لشركة سعودية مشروع تلحين وتوزيع وإعادة تنفيذ أغاني 2010

## قائد الفرق الموسيقية التالية
•	فرقة حلب لإتحاد شبيبة الثورة بين فترة 2001-2003.
•	فرقة أسامينا الموسيقية منذ 2004.
•	فرقة نهاوند التابعة لمعهد شبيبة الأسد منذ 2005.
•	فرقة شباب سورية للموسيقى العربية منذ 2007.
•	مدير فني لفرقة آراشام الموسيقية منذ 2009.